# IC 4573
IC 4573 ist eine Spiralgalaxie vom Hubble-Typ S im Sternbild Schlange am Nordsternhimmel. Sie ist schätzungsweise 324 Millionen Lichtjahre von der Milchstraße entfernt und hat einen Durchmesser von etwa 35.000 Lj. 

Im selben Himmelsareal befinden sich u. a. die Galaxien IC 4575, IC 4576, IC 4577, IC 4579.
Das Objekt wurde am 7. April 1900 von Stéphane Javelle entdeckt.